# Vision de William de Stranton
La vision de William de Stranton est un texte en prose du début du 15e siècle, paru en 1406 ou en 1409, qui raconte une vision de l’au-delà se déroulant au Purgatoire de saint Patrice, en Irlande. Elle raconte l’aventure dans le purgatoire d’un homme qui s’était endormi. Ce texte montre une certaine influence avec le Tractatus de purgatorio sancti Patricii, mais il s’agit toutefois d’une œuvre totalement indépendante. Il existe deux versions à cette vision, il y a une version figurant dans le manuscrit royal 17 B xliii et une autre dans un manuscrit appelé Additional 34,193. Il est difficile de savoir laquelle des deux versions est la vrai ou la plus près de la vrai, car elles comportent leur lot de différence, petite comme majeure. La vision de William de Stranton s’inscrit dans une période où beaucoup de visions de l’au-delà ont été écrites afin « d’affirmer la responsabilité morale et institutionnelle du clergé ». Cette vision est un bon exemple de cette période, car le visionnaire voit de nombreuses âmes d’évêques, de prélats et de vicaires être tourmentées, c'est-à-dire ceux qui devaient prêcher la parole de dieu au peuple et leur donner l’exemple d’une bonne vie. Le but derrière cette vision était de « flétrir les modes extravagantes et les vices de son temps ».

## Contexte et informations générales

### Deux versions
Les deux manuscrits qui contiennent le texte de la vision font partie de la collection du British Museum Il semblerait que les deux manuscrits renfermeraient en fait une copie du manuscrit original, car il serait perdu. La date de la vision est différente dans chacune des versions. Les deux documents sont un rassemblement de textes indépendants, il semble donc que la date fournie ne soit pas la date où elle a été écrite, mais bien celle où William est entré dans le Purgatoire selon la version. Vraisemblablement, la version présente dans le manuscrit Additional 34,193 proviendrait du comté de Leicestershire.

### Date et processus
Contrairement à d’autres visions connues du Purgatoire de saint Patrice comme celle d’Owayne Miles, il ne s’y rend pas de manière physique. Il est endormi tout au long de sa vision. La vision de William de Stranton est en quelque sorte un voyage de l’âme dans le Purgatoire. Il s’était préparé à faire ce voyage. Il s’était rendu à l’endroit que l’on pense être l’entrée du purgatoire de saint Patrice et du même coup une entrée physique vers le monde de l’au-delà, Lough Derg. Selon la version du manuscrit royal, c’est en 1409, le vendredi après la fête de l’exaltation de la sainte Croix, que William va avoir sa vision. L’autre version la situe le jour de Pâques, soit le 14 avril 1406.

### Lieu
Dans la région de l'Irlande actuelle, le Purgatoire de saint Patrice était l'endroit de pèlerinage terrestre le plus important. Ceux qui s'aventuraient à cet endroit avaient dans l'espoir de pouvoir effectuer un nouveau pèlerinage, mais cette fois-ci dans le monde de l'au-delà. Le Lough Derg, celui du comté de Donegal, était perçu comme un endroit muni d'une porte vers l'autre monde, ce qui expliquerait les nombreuses visions qui ont eu lieu à cet endroit.

### William de Stranton
Nous ne savons que très peu de choses sur lui, mis à part son nom et qu’il est fort probablement natif du diocèse de Durham. Nous savons aussi qu’il s’adonnait à de nombreux pèlerinages, dont à Bridlington et à Whitby, juste avant de se rendre à Lough Derg. L’un de ses oncles était un pasteur qui s’était relâché avec le temps, qui s’adonnait au plaisir mondain. Lors de la vision, cela faisait environ 16 ans qu’il était décédé. Il avait aussi une sœur, dont nous ne savons rien, mis à part qu’elle était décédée.

## Description de la vision
Il s’agit ici d’une description selon la version que contient le manuscrit royal 17 B xliii.

### Entrée dans le Purgatoire
Alors qu’il est endormi, William est conduit par le prieur du Purgatoire, Matthieu, à l’entrée de celui-ci. Il lui donna du même coup une prière pour éloigner les mauvais esprits qui voudraient s’en prendre à lui. Il vit ensuite ses guides émaner d’une lueur très brillante, saint Jean de Bridlington et sainte Ive de Quitike. Il rencontre ensuite des démons qui voulaient l’empêcher d’avancer. Certains étaient habillés en hommes, mais d’autres étaient « d’horribles esprits » par lesquelles il était grandement effrayé. « Les uns avaient quatre visages et sept ou cinq cornes ; d’autres un visage sur chaque coude, d’autres un visage sur chaque genou. Tous firent autour de lui un bruit épouvantable ». C’est sainte Ive qui va le rassurer et chasser les démons. William continue et rencontre sa sœur qui est décédée lors d’une vague de peste. Celle-ci l’a directement accusé d’être intervenu lors du choix de son époux, il ne voulait pas qu’elle épouse l’homme qu’elle avait choisi. Pour cet acte, saint Jean va le réprimander de façon sévère pour son péché.

### Épisode des tourments
Cette partie de la vision est l’un des éléments les plus importants, c’est ici qu’elle prend son sens.

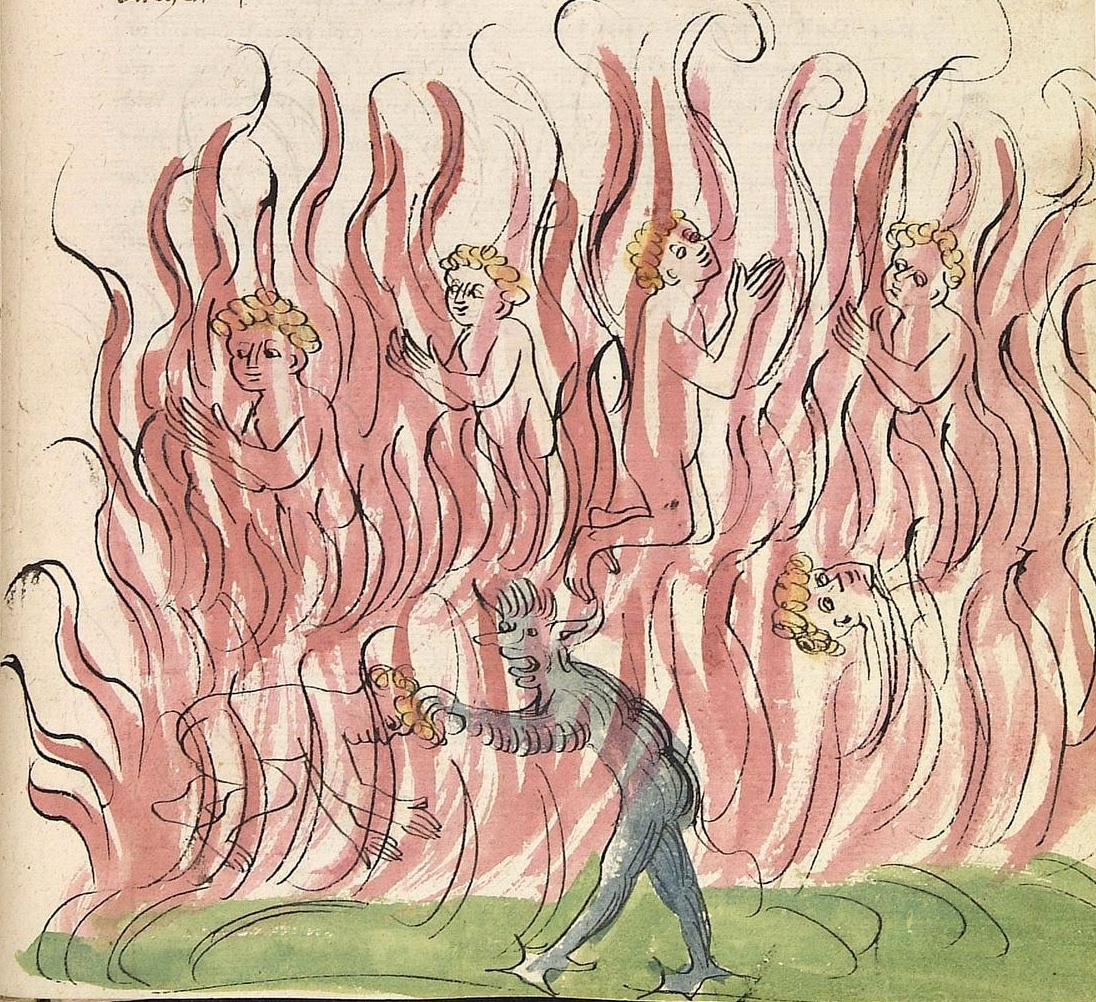
Représentation du feu purgatoire de saint Patrice, l'un des lieux où les âmes se font tourmenter.

Après sa rencontre avec sa sœur, Jean va lui montrer les différents feux purgatoires. Il y en avait neuf au total et plusieurs autres lieux de tourments. Le premier est un feu tout simplement gigantesque, d’où émanait « une odeur empoisonnée ». Dans ce feu il y avait beaucoup de personnes que William connaissait. Ils étaient tous bien habillés et portaient des colliers d’or et d’argent. Toutefois, ces colliers « brûlaient comme le feu » et « les étoffes étaient pleines de vipères, de crapauds et d’horribles bêtes » qui torturaient ces âmes. Jean lui a dit que ces personnes avaient fait preuve de vanité et qu’elles étaient punies pour ce péché.
Dans le deuxième, il y voyait des démons couper les membres des pécheurs, « leur arracher les ongles, la langue, le cœur ou les yeux ». Ces mêmes démons refermaient ensuite les blessures avec du métal bouillant, c’était le châtiment de ceux qui avaient juré. « Le troisième feu sentait abominablement mauvais ». William voyait des démons gaver les âmes de toutes sortes de choses, notamment de la saleté. Ceux qui étaient châtiés dans ce feu étaient ceux qui s’étaient adonnés à la gourmandise et à la beuverie.
Le quatrième feu était celui qui renfermait les âmes de ceux qui n’ont pas appris à leurs enfants d’honorer leurs parents. Ils étaient alors châtiés pour leur manque de jugement dans la manière d’éduquer leur descendance. Dans le cinquième William voyait des âmes avec toutes sortes de biens brûlant sur leur dos. Jean lui dit qu’il s’agissait du feu où étaient tourmentés les voleurs.
Ensuite Jean lui montra le lieu des tourments de ceux qui avaient fourni de faux témoignages dans l’espoir d’avoir quelque chose en retour. Bref, ceux qui étaient corrompus. Ce qu’ils avaient espéré avoir en retour devenait alors leur pire tourment, peu importe ce que c’était. Dans le septième feu se trouvaient ceux qui avaient commis des meurtres. Plus spécialement les assassins des hommes vertueux.

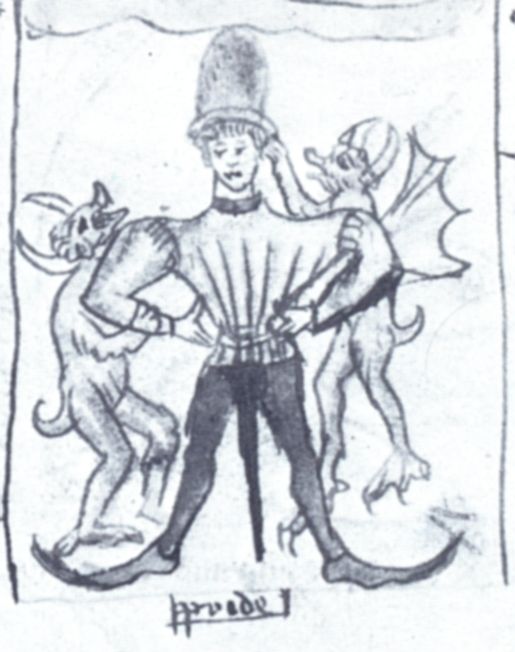
Représentation de l'Orgueil qui se fait attaquer par deux démons. L'image originale est en couleur mais la copie présente dans l'ouvrage de Easting est en noir en blanc.

Le huitième feu dégageait une chaleur accablante et était d’une noirceur totale. William voyait des âmes, autant d’hommes que de femmes, qui étaient suspendues par des chaînes brûlantes. Certaines de ces âmes étaient suspendues par les yeux, d’autres par leurs parties génitales et d’autres par leur cœur. Saint Jean lui dit alors que ces âmes tourmentées étaient celles qui avaient vécu dans la débauche et dans la lubricité. L’endroit par laquelle ils étaient pendus était en lien direct avec le péché qu’ils avaient commis. Dans le neuvième et dernier feu, il y avait les parents qui n’avaient pas réprimandé leurs enfants pour leurs péchés, ils étaient alors battus par leurs enfants. Dans ce même et dernier feu, il y avait aussi ceux qui disaient du mal des autres, ceux qui répandaient des rumeurs fausses.
Ensuite, saint Jean va amener William dans un grand espace et il lui « montra deux tours : l’une était pleine de feu brûlant, et l’autre de glace et de neige ». Les âmes étaient « chauffées à blanc » dans la première pour être lancées dans la deuxième ensuite. « Cela les tourmentait extrêmement ». Pendant que ces âmes se faisaient lancer d’une tour à l’autre, ils se faisaient battre par des tisons enflammés. Ceci était le lieu des ecclésiastiques qui n’avaient pas donné le bon exemple au peuple. Saint Jean lui dit « qu’ils seront châtiés tant que l’Éternel le jugera bon ». Un peu plus loin William voit les tourments des hommes d’Église qui auraient dû vivre d’abstinence, mais qui ont préféré faire autrement. Ceux-ci étaient torturés par des reptiles qui les « gonflaient comme des tonneaux » et qui les vidaient ensuite pour les regonfler à nouveau.
Après avoir vu sa sœur un peu plus tôt dans sa vision, William rencontre un autre membre de sa famille. Il rencontre son oncle dans un lieu où il voit encore une fois « les tourments des ecclésiastiques ». Ceux-ci étaient punis pour avoir négligé le service qu’ils devaient rendre à Dieu et pour s’être adonné aux plaisirs mondains. « Il voit aussi ceux qui n’ont pas enseigné la bonne doctrine au peuple, ou qui ont laissé tomber en ruine les églises ». Finalement, il arrive « au bord d’une eau sale et noire » où il y avait énormément de démons. Il vit alors un évêque et de nombreux dignitaires traverser un pont qui était au-dessus de cette eau démoniaque. Les démons de l’eau avaient arraché des parties du pont et ceux qui tentaient de le traverser sont tombés dans le « bourbier » c’est ainsi que se termina la « révélation des châtiments du purgatoire ». En lui montrant autant de tourments, saint Jean laisse croire à William qu’il n’y a pas vraiment de façon d’aider les âmes tourmentées qu’il a observées.
Dans la vision, le purgatoire est considéré comme un endroit de douleur et de tourments. Chacun des tourments est directement lié aux péchés commis et il ne semble pas y avoir aucune mention d’une possible purification. Dans les différents feux purgatoires observés dans la vision, il y en a au moins 7 qui violent l’un des dix commandements. La vision montre donc le châtiment réservé à ceux qui les transgresse et la plupart d’entre eux sont destinés à des ecclésiastiques.

### Paradis terrestre
Après l’épisode des tourments, il est laissé seul et est encore importuné par des démons. Sainte Ive va encore une fois le rassurer. Ensuite, il aperçoit une immense tour avec une très belle jeune femme au sommet. À l’aide d’une corde fournie par cette jeune femme, il parvient à la monter pour ensuite arriver à l’autre étape de son périple. William vit alors « une contrée où la terre était aussi brillante que du cristal ». Il trouvait que cet endroit était si beau qu’il voulait y rester pour toujours. Il vit alors une procession de moines, tous vêtus de blanc, et un évêque le bénit. Le même évêque lui dit alors de retourner chez lui. Il lui dit aussi : « si tu fuis le péché, tu reviendras parmi nous, mais si tu y succombes, il te faudra repasser par les tourments auxquels tu viens d’échapper ». Mais avant de partir, l’évêque l’amène au « jugement de la supérieure d’un couvent ». Celle-ci était accusée par des démons de ne pas avoir bien gouverné son couvent et fut condamnée pour cet acte. Ensuite William retourna chez lui, sans être en contact avec les esprits qui le terrifiaient. Il termina son périple par la même porte par laquelle il est entré et retourna au monde des vivants. Il y a une énorme différence entre le sort réservé à ceux qui ont péché et ceux qui sont bons. Il conclut sa vision en disant « c’est pourquoi, vous tous les chrétiens, qui entendrez ou qui lirez ceci, je vous prie, pour l’amour de Dieu, de ne pas m’oublier dans vos prières. Et vous aussi, vous serez dans les miennes ».

## Choix du guide

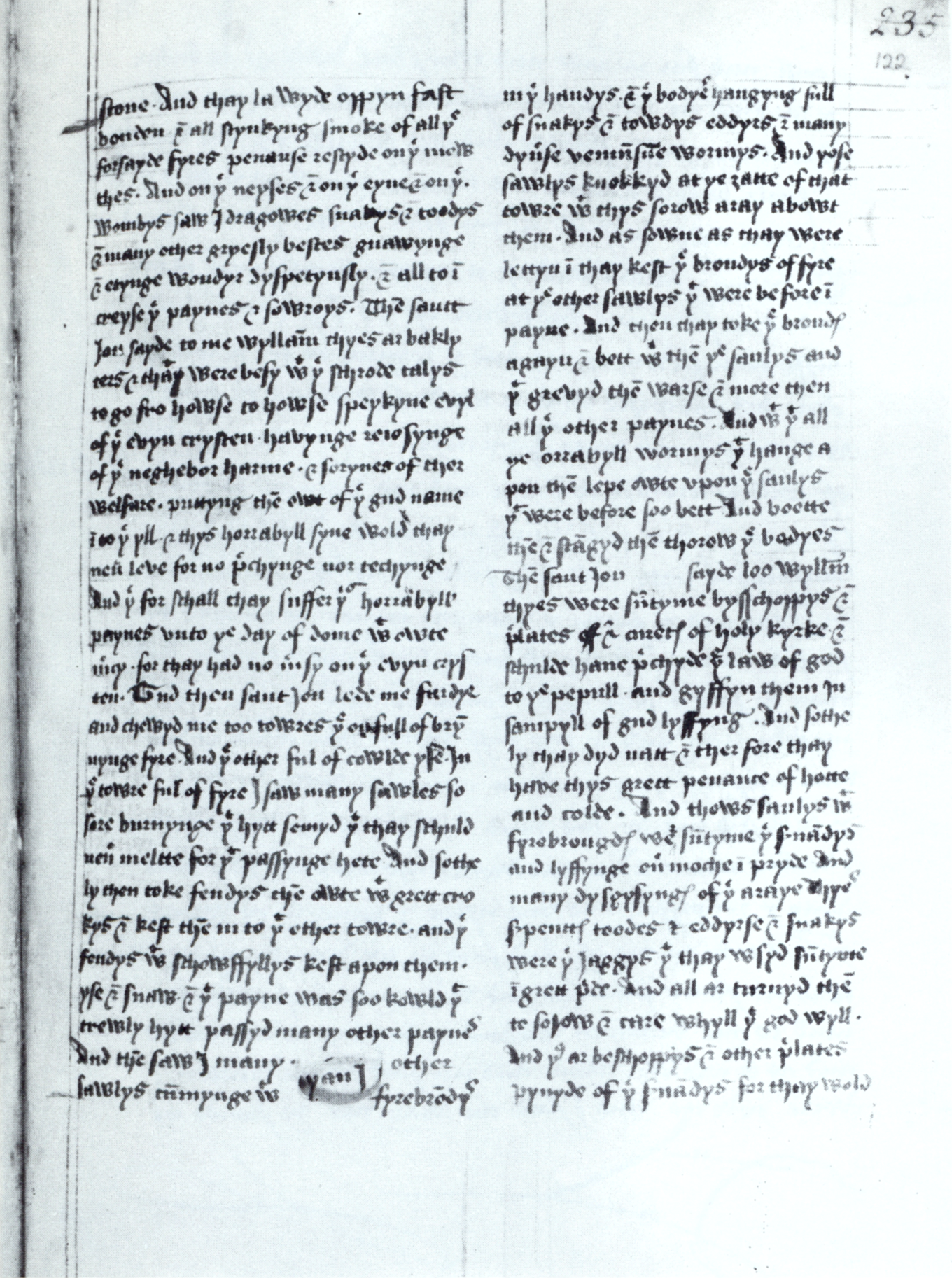
Page du manuscrit MS Additional 34,193.

La majorité des visions datant de l'époque du moyen anglais voyait leur protagoniste guidé par un saint ou un ange. Leur guide n’était pas choisi au hasard, la plupart du temps il y avait une raison bien particulière au choix de cet accompagnateur. La vision de William de Stranton ne fait pas exception à cette tendance, lui qui est guidé par saint Jean de Bridlington et sainte Ive de Quitike ou sainte Hilda de Whitby. Ce sont ces deux saints qui accompagnent William tout au long de sa vision, car il avait récemment visité un lieu de pèlerinage en leur honneur, un peu avant d’avoir sa vision.

### Saint Jean de Bridlington
Saint Jean de Bridlington était un choix évident pour accompagner William dans sa vision, car il venait tout juste d’être canonisé quelques années auparavant. Sa popularité était donc à son paroxysme lors de l’écriture de la vision, ce qui rendait tout à fait normale sa présence dans le texte.

### Sainte Hilda de Whitby et sainte Ive de Quitike
Le second guide est différent d’une version à l’autre. Les connaissances de sainte Hilda de Whitby de la version Additional sont relativement larges, et le choix de celle-ci s’explique par le fait que son autel était un lieu religieux relativement populaire du nord de l’Angleterre. Son équivalent dans la version royale n’est pas très connu, nous ne savons pas vraiment son histoire. Sainte Ive était probablement une missionnaire irlandaise qui était arrivée à Cornwall en 500. L’explication qui pourrait justifier l’utilisation de cette sainte inconnue est peut-être liée à la construction de l’église à St-Ive entre 1410 et 1426. Le copiste avait donc probablement un intérêt particulier envers la construction de cette église et s’en est servi lorsqu’il a copié la vision. Il y a donc une certaine influence régionale en ce qui a trait au choix du guide secondaire de la vision.

## Différence entre les deux versions

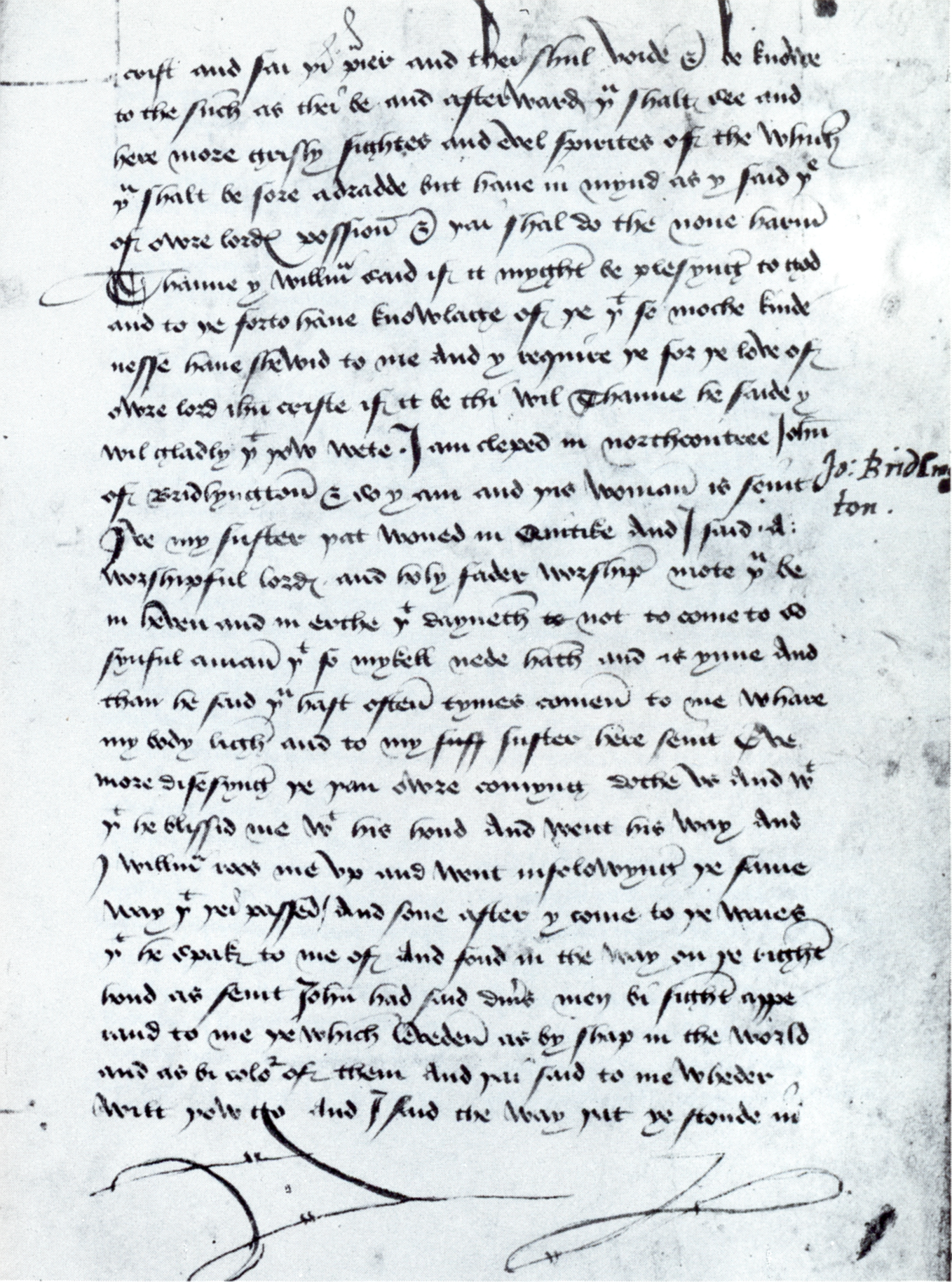
Page du manuscrit MS Royal 17 B xliii.

L’une des plus grosses différences entre les deux versions est la date. Selon l’Additional, la vision décrivant l’entrée de William au Purgatoire se déroule le jour de Pâques, le 14 avril 1406, tandis que le manuscrit royal la situe plutôt le 20 septembre 1409, le vendredi suivant la fête de l’exaltation de la sainte Croix. Chacune des deux versions donne un nom de famille différent au visionnaire. Dans le manuscrit royal, il est appelé Staunton et dans l’autre on retrouve l’appellation Stranton. L’utilisation du nom de Stranton est plus commune, car il s’agit d’un village près de la paroisse de Durham, l’endroit d’où on pense qu’il vient. Il y a aussi une différence d’appellation en ce qui concerne le prieur du purgatoire, cette fois-ci c’est la version Additional avec le prieur Matthieu, Matheus dans le texte, qui est fidèle aux informations que l’on sait, car il est aussi présent dans une autre vision, celle de Laurence Rathold. Dans l’autre version on voit plutôt Mathew. Bien que dans les deux versions le guide principal du visionnaire est le même, le second accompagnateur n’est pas le même dans les deux manuscrits. Appelée sainte Hilda de Whitby dans l’Additional, il est plutôt question de Saint Ive de Quitike, ce qui est une différence difficile à manquer. Une autre différence est la prière que lui a donnée Matthieu, pour chasser les démons qui voulaient s’en prendre à lui. Dans le manuscrit royal, William utilise l’intégralité d’une prière qui a déjà été utilisée dans d’autres visions connues, comme celle de George Grissaphan et de Laurence Rathold. Dans le cas de l’Additional, elle a été raccourcie de près de moitié.
La comparaison entre les similitudes et les différences fait pencher vers la théorie que celle de 1409 serait la plus près de la vraie vision. Toutefois il n’y a rien de certain, car des erreurs ont très bien pu se glisser dans chacune des versions lors du recopiage de la vraie vision. C’est aussi celle qui est la plus discutée des deux. Il y a une possibilité que les différences soient attribuables uniquement aux copistes des textes. Il est également probable qu’ils ont volontairement amené leurs propres variations dans la phraséologie et qu’ainsi ils ont reformulé des phrases en entier tout en ajoutant des éléments qu’ils jugeaient appropriés. Les différences ne se limitent donc qu’à ces particularités contextuelles, le contenu des deux versions est essentiellement le même, mais écrit d’une manière différente.